# Pontiac LeMans
La Pontiac LeMans est une automobile produite par la filiale Pontiac du groupe General Motors de 1961 à 1981 puis de 1989 à 1993. Elle regroupe plusieurs classes de véhicule, entre la citadine (4 portes), la coupé, et la muscle car (dont l'option GTO).
Elle sera remplacée en 1982 par la Pontiac Bonneville de taille réduite et moins puissante.
Le nom sera réutilisé pour commercialiser sur le marché Nord Américain l'Opel Kadett E ainsi que pour sa version Coréenne Daewoo LeMans.

## 1961-1963
Introduite en tant que haut de gamme de la Tempest en 1961 sur la nouvelle plateforme Y-Body, la Tempest LeMans est essentiellement un ensemble d'ajouts esthétiques à connotation sportive et luxueuse comme des sièges baquets, des chromes et divers emblèmes. Elle existe uniquement en coupé deux portes avec montants et elle restera de même en 1962, sauf qu'une version cabriolet sera ajoutée aux options. En 1963, la LeMans se détachera de la Tempest mais en gardant toujours la même base mais cela ne durera qu'un an. Elles sont équipées du puissant V8 326 ci (5,4 L), et 336 ci (5,5 L) en 1963.

## 1964-1969

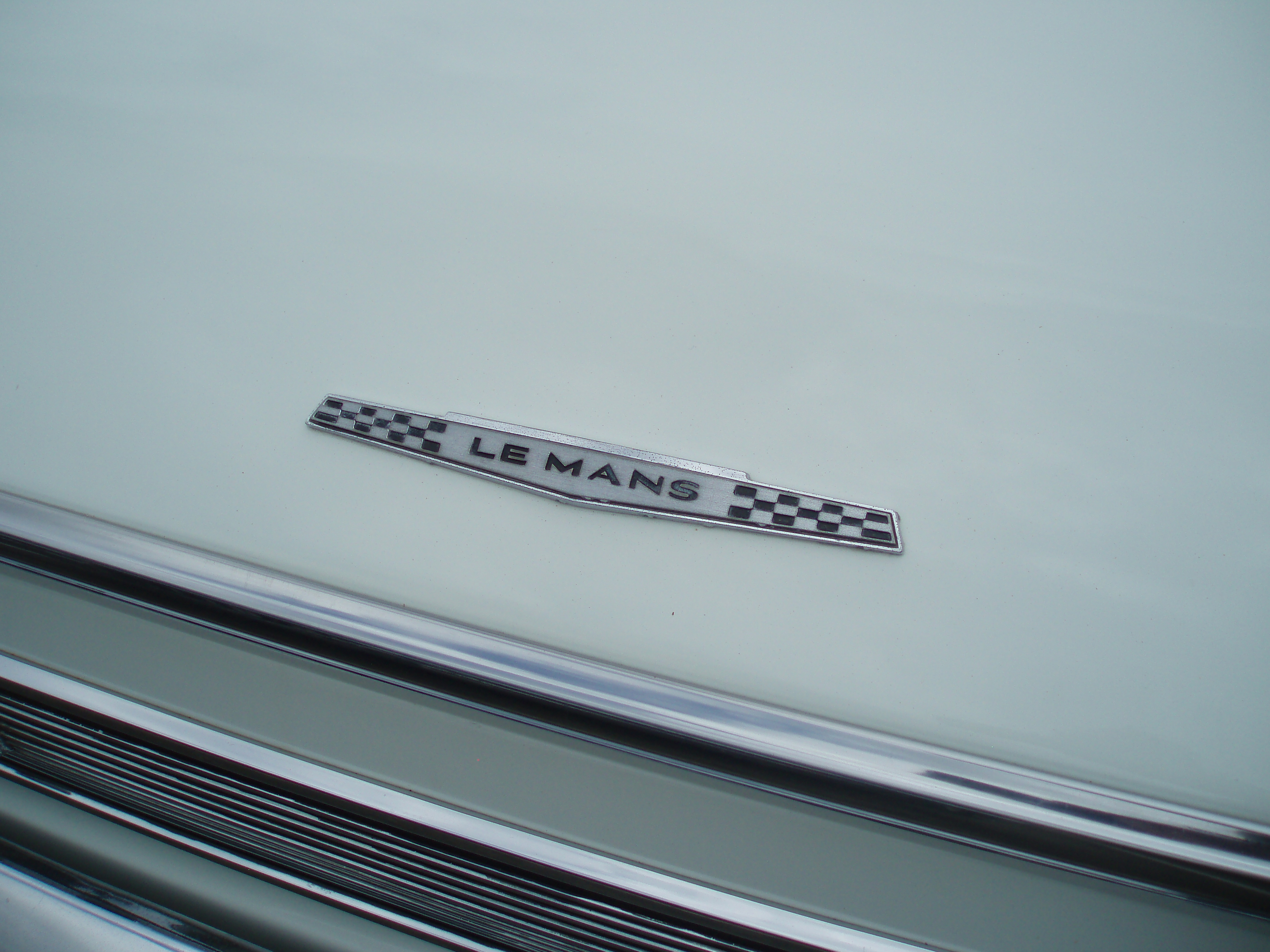
Emblème du coupé Pontiac Tempest « Le Mans », 1966.

En 1964, la LeMans redevient une version de la Tempest, cette dernière changeant de plateforme pour le A-Body. On peut la commander équipée d'un six-cylindres en ligne de 215 ci (3,5 L), d'un V8 de 326 ci (5,4 L), d'autres options plus sportive comme le V8 389 ci sont disponibles et apportent à la muscle car de la puissance et du couple en plus. Peu de temps après la sortie du modèle 1964, l'option performance « GTO » est mise sur le marché par Pontiac. Elle coûte alors 300 dollars et inclut le V8 de 389 ci (6,4 L) développant 325 ou 360 ch, une boîte manuelle Hurst à trois ou quatre rapports, des suspensions renforcées, des pneus Tiger Paw et des emblèmes « GTO ».
Pour les motorisation, le 326 ci (5,4 L) est basé sur le 389 ci (6,4 L) mais à alésage réduit, tout comme le 389, le 326 fait 3,75 in (95,3 mm) de course, mais a un alésage réduit à 3,72 in (94,5 mm) lui donnant une cylindrée de (5,4 L) , d'une puissance entre 260 et 285 ch sans préparation, lui conférant un rapport poids'puissance de 4 kg par cheval.
En 1967 Pontiac introduit le 400 ci (6,6 L), un 389 ré-alésé. celui-ci remplacera le 389 jusqu'en 1979, étant aussi disponible en option sur les LeMans mais surtout sur l'option GTO. 
Pontiac écoulera plus de 32 000 exemplaires de la GTO dès sa première année, bien au-dessus des 5 000 estimés. L'image sportive de la GTO contribuera en grande partie à gonfler les ventes de la Tempest/LeMans dans les années qui suivirent.

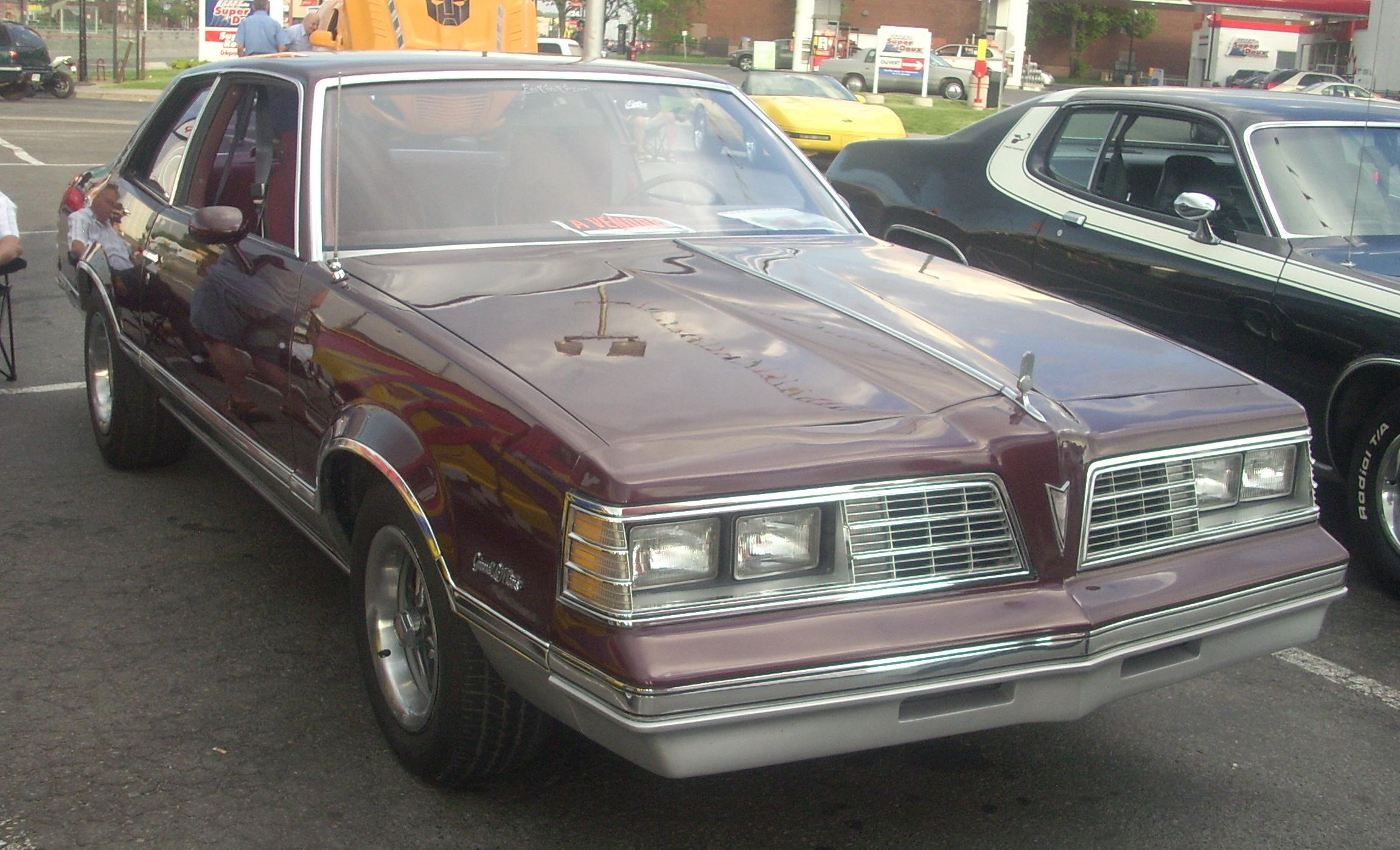
Une LeMans version 1981.

## 1969-1981
Pour la dernière année dans sa version initiale, la LeMans sera disponible avec un moteur V6 de 3,8 L (110 ch), un V8 de 4,3 L (120 ch) ou de 4,9 L (135 ch) et même un Diesel V8 Oldsmobile de 5,7 L (105 ch). La LeMans est équivalente à la Chevrolet Malibu. Elle existe en versions 4-portes et coupé LeMans et Grand LeMans, break 4-portes Grand LeMans ou Grand LeMans Safari.